# والتر فرنسيس سوليفان
والتر فرنسيس سوليفان (بالإنجليزية: Walter Francis Sullivan)‏ هو كاهن كاثوليكي أمريكي، ولد في 10 يونيو 1928 في واشنطن العاصمة في الولايات المتحدة، وتوفي في 11 ديسمبر 2012 في ريتشموند في الولايات المتحدة بسبب سرطان الكبد.